# John Langdon Haydon Down
John Langdon Haydon Down (Torpoint, Cornualla (Gran Bretanya), 18 de novembre de 1828 – Teddington, 7 d'octubre de 1896) fou el metge que descrigué per primer cop la Síndrome de Down.

## Biografia
Amb 14 anys va començar com aprenent del seu pare que era farmacèutic i també va estudiar a l'escola local (Devonport Classical and Mathematical School). Quan va ser major d'edat se'n va anar a Londres on va començar a treballar d'ajudant de cirurgià. Allí va haver diferents tipus de pràctiques com per exemple extreure mostres de sang... fins que va poder entrar a treballar en un laboratori farmacèutic de Bloomsbury Square. En aquests anys passa a ser assistent de Michael Faraday (1791-1867) el físic, químic i científic més importants del temps, el qual l'ajudarà amb alguns dels seus experiments amb gasos.
Down donava classes de química al seu poble i ell volia continuar investigant amb la química orgànica però per causes econòmiques després de la mort del seu pare l'any 1853, va començar a estudiar medicina en el Royal London Hospital. L'any 1856 es llicencià en el Reial Col·legi de Cirurgians d'Anglaterra, i el 1858 és nomenat director mèdic de l'asil Earlswood per a retardats mentals, en Surrey.
Va ser en Surrey, on va començar el seu treball amb nens afectats de diversos graus de discapacitat intel·lectual, i donat aquest interès de treballar amb aquest tipus de nens, durant deu anys (1858-1868) va alternant la part pràctica de l'hospital amb la feina que li portava l'asil d'Earlswood. Allí es va marcar la prioritat de dedicar-se que els residents fossin capaços d'utilitzar adequadament els ganivets i les forquilles.
L'any 1866 va publicar el seu estudi més famós anomenat "Observations on an ethnic classification of idiots" en el qual establix una classificació de les persones amb retard mental en funció de les seves característiques ètniques. Influït per les teories evolucionistes de Darwin, la síndrome que avui coneixem amb el seu nom era una forma de retrocedir a un “estat primari” de l'home. I finalment va descriure la categoria amb el nom d'idiòcia mongoloide perquè els trets facials li recordaven a mongols, les races nòmades que viuen a l'interior de Mongòlia. Però Down buscava explicacions científiques per a les anomalies que en aquell temps s'atribuïen a causes divines.
Durant molts anys del segle XX s'ha utilitzat per aquest tipus d'anomalia el terme "mongòlic" fins que diversos científics van creure que era inadequat; es van proposar els noms que coneixem avui com trisomia del cromosoma 21 o Síndrome de Down (aquest últim en el seu honor).
Els dos fills del doctor Down, Reginald i Percival Down van continuar la tasca del seu pare, especialment Reginald qui va descriure algunes característiques més de la llista de trets físics associats a la síndrome de Down.
Després d'estar deu anys a Earlswood, Down s'adonà que no rep suport per a dur les seves experiències a l'Exposició de París, a més van posar dificultats a la seva dona que atenia a un nombre d'infants incapacitats, els quals estaven allotjats a les cases dels empleats.
El 1868 va marxar a Londres on va crear una institució a Teddington per a l'educació d'infants amb malalties mentals de famílies amb un poder adquisitiu elevat. El primer que van fer va ser comprar una casa més tard, amb préstecs hipotecaris van comprar totes les terres del voltant.
Down va tornar a endinsar-se en el tema del mongolisme en el seu “On some of the mental afflictions of childhood and youth” (Sobre algunes malalties mentals de la infància i joventut) (1887). Van arribar a tenir més de cent alumnes. La infraestructura i les instal·lacions eres de les millors, a més van contractar més personal com a professor i també s'hi feien tallers i es practicaven diversos esports. Disposaven d'un teatre propi. Eren molt exigents i només volien professionals que sabessin música, cantessin i sabessin tocar algun instrument. Down, tot i que només tenia infants de famílies riques, va atendre els pobres fins a la seva mort i per això va ser consultor del dispensari de Kington Provident sense cap mena de salari, així com del Teddington Cottage Hospital.
El 1890 va patir una grau malaltia, per aquest motiu va morir el 7 d'octubre de 1896. El cos del metge va ser incinerat i les seves cendres van ser portades a Normansfield. La seva dona també va morir una mica més tard, l'any 1901.